# Alejo Rossell y Rius
Alejo Rossell y Rius (1848-1919) fou un empresari, activista i filantrop uruguaià.
Casat amb Dolores Pereira, el 1900 la parella va donar un terreny de 45.000 metres quadrats per a la construcció de l'Hospital Pereira Rossell. Segons la voluntat de Rossell, les terres haurien de ser operades per la Comissió Nacional de Caritat i Beneficència Pública i el règim intern de l'hospital seria laic i allunyat de qualsevol corporació o secta religiosa. Aquest fet, en un país on la religió catòlica encara era oficial, va plantejar-ne la temàtica de la secularització dels hospitals.
El 1894 van crear Villa Dolores, i el 1912 el van donar al municipi de Montevideo, com a zoològic; aquesta donació es va fer efectiva el 14 de març de 1919, després de la mort d'ambdós filantrops.
Les seves restes mortals descansen al Cementiri Central de Montevideo.